# Ulrich Noethen
Pour les articles homonymes, voir Noethen.
Ulrich Noethen, né Ulrich Schmidt le 18 novembre 1959 à Munich (Allemagne), est un acteur allemand.

## Biographie
Ulrich Noethen, né dans une famille presbytérienne, est le plus jeune de cinq enfants. La famille vit d'abord à Neu-Ulm, où leur père Klaus-Peter Schmid (1920-2018) est le doyen de la Petruskirche (de) de l'Église évangélique luthérienne.
La famille déménage ensuite à Augsbourg où il obtient son Abitur au Gymnasium bei St. Anna (de). Il étudie pendant une courte période le droit, puis l'art dramatique à l'École supérieure de musique de Stuttgart. Ulrich Schmidt prend le nom de jeune fille de sa mère (Noethen) comme nom de scène.
Noethen épouse l'actrice Friederike Wagner (de), avec qui il a une fille. Après treize ans de mariage, ils se séparent en 2005 et divorcent en 2009. Ulrich Noethen vit avec Alina Bronsky et leurs trois enfants, issus de leurs premiers mariages, à Berlin-Charlottenburg. Le couple a aussi une fille.
Ulrich Noethen a joué dans Comedian Harmonists (1997) et a tenu à deux reprises le rôle de Heinrich Himmler dans La Chute (2004) et dans Mon Führer : la Vraie Véritable Histoire d'Adolf Hitler (2007).
Noethen a reçu de nombreux prix d'interprétation, notamment le prix du cinéma allemand (Deutscher Filmpreis), le prix du film bavarois, le prix Adolf Grimme et la Goldene Kamera.

## Filmographie

### Au cinéma
- 1994 : Stadtklinik
- 1995 : Dicke Freunde
- 1995 : Die Partner
- 1996 : Der Ausbruch
- 1996 : Der Parkhausmörder
- 1996 : Lautlose Schritte
- 1997 : Busenfreunde
- 1997 : Comedian Harmonists : Harry Frommermann
- 1997 : Der Skorpion
- 1997 : Joy Fieldings Mörderischer Sommer
- 1997 : L'Ultime vengeance
- 1998 : Busenfreunde 2 - Alles wird gut !
- 1999 : Bangkok - Ein Mädchen verschwindet
- 1999 : Beckmann und Markowski - Gehetzt
- 1999 : Berezina ou les Derniers Jours de la Suisse : Dr. Alfred Waldvogel
- 1999 : Grüne Wüste : Detlef
- 1999 : Lévi, le youpin : Ingenieur Kohler
- 2000 : Bonhoeffer : Agent of Grace : Hans Von Dohnanyi
- 2000 : Gripsholm : Kurt
- 2000 : Zwei Brüder
- 2001 : Das Rätsel des blutroten Rubins
- 2001 : Das Sams : Herr Taschenbier
- 2001 : L'Affaire Vera Brühne
- 2001 : Meine polnische Jungfrau : Eugen Schafmeyer
- 2002 : Bibi Blocksberg, l'apprentie sorcière : Bernhard Blocksberg
- 2002 : Die rote Jacke (de) (court métrage)
- 2002 : Francisca : Helmut Busch / Bruno Müller
- 2002 : Väter : Nico Ellermann
- 2003 : Das fliegende Klassenzimmer (de) : Dr. Johann 'Justus' Bökh
- 2003 : Geheime Geschichten
- 2003 : Les Enquêtes du professeur Capellari
- 2003 : Sams in Gefahr : Bruno Taschenbier
- 2004 : Bibi Blocksberg et le Secret des chouettes bleues (Bibi Blocksberg und das Geheimnis der blauen Eulen) : Bernhard Blocksberg
- 2004 : Der Boxer und die Friseuse
- 2004 : Elite assassine
- 2004 : Jargo : Schuldirektor
- 2004 : La Chute : Heinrich Himmler
- 2004 : La Ligne de cœur : Prof. Olivari
- 2004 : Warum läuft Herr V. Amok?
- 2005 : Airlift - Seul le ciel était libre
- 2005 : Ausgerechnet Weihnachten
- 2005 : Die Patriarchin
- 2005 : Polly Blue Eyes : Herbert Pinn
- 2006 : Bummm! : Roland Spatz
- 2006 : TKKG und die rätselhafte Mind-Machine : Herr Manek
- 2007 : Ein fliehendes Pferd (de) : Helmut Halm
- 2007 : Le Diable dans le ventre
- 2007 : Mon Führer : la Vraie Véritable Histoire d'Adolf Hitler : Heinrich Himmler
- 2008 : Ett enklare liv
- 2008 : Kommissar Süden und das Geheimnis der Königin
- 2008 : Kommissar Süden und der Luftgitarrist
- 2008 : Schattenwelt : Bernd Widmer
- 2008 : Was wenn der Tod uns scheidet? : Joachim Hellwig
- 2009 : Erntedank. Ein Allgäukrimi
- 2009 : Marie Brand und das mörderische Vergessen
- 2009 : Meine Tochter und der Millionär (de)
- 2010 : Aghet : 1915, le génocide arménien
- 2010 : Henri 4 : Charles IX
- 2010 : Rumpe & Tuli : Therapeut
- 2010 : Trau' niemals deinem Chef
- 2011 : Es ist nicht vorbei
- 2011 : Hindenburg : le géant des airs (de)
- 2011 : L'Invisible : Kaspar Friedmann
- 2011 : La Mélodie du destin
- 2011 : Lügen haben linke Hände
- 2011 : Von Mäusen und Lügen
- 2011 : Zwei übern Berg
- 2012 : Oh Boy (A Coffee in Berlin) : Walter Fischer
- 2012 : Hannah Arendt : Hans Jonas
- 2012 : Jean de la Lune : The Père (voix)
- 2012 : Kennen Sie Ihren Liebhaber?
- 2012 : Les Contes de Grimm : Peau d'Ane
- 2012 : Pas d'impôts pour les potes
- 2012 : Sams im Glück : Herr Taschenbier
- 2013 : Die Erfinderbraut
- 2013 : Scherbenpark : Volker Trebur
- 2014 : Deux Femmes amoureuses (Ich will Dich)
- 2014 : Neben der Spur
- 2014 : Pettson & Picpus : Pettersson
- 2015 : La Chancelière perd la tête
- 2016 : Aufbruch
- 2016 : Das Tagebuch der Anne Frank (de) : Otto Frank
- 2016 : Die Akte General
- 2016 : Mitten in Deutschland : NSU
- 2017 : Der Kriminalist
- 2018 : Schwartz & Schwartz : Mein erster Mord
- 2018 : Un hold-up sans précédent
- 2019 : Charité  (série télévisée
- 2019 : Unterleuten
- Date inconnue : Deutschstunde

### À la télévision
- 1991 : Euroflics
- 1994 : En quête de preuves (série télévisée)
- 1995 : Tatort
- 1996 : Sperling (de) (série télévisée)
- 1998 : Siska (série télévisée)
- 2003 : Rosa Roth (de) (série télévisée)
- 2005 : Schiller : La Naissance d'un génie (de) (téléfilm)
- 2006 : Noces d'argent (téléfilm)
- 2008 : Le Grincheux (téléfilm)
- 2009 : Stolberg (série télévisée)
- 2009 : Un cas pour deux (série télévisée)
- 2010 : Le Renard (série télévisée)
- 2011 : Disparue (Das unsichtbare Mädchen, téléfilm)
- 2011 : Le Serment (The Promise) de Peter Kosminsky (mini-série)
- 2013 : Mon mari, un assassin (téléfilm)
- 2015 : Deutschland 83 (série télévisée)
- 2016 : Police 110  (Polizeiruf 110, série télévisée)
- 2017 : Charité  (série télévisée)
- 2018 : Ku'damm 59 (mini-série)
- 2018 : Double jeu (Unter Verdacht, série télévisée)

## Récompenses et distinctions
- (en) Ulrich Noethen: Awards, sur l'Internet Movie Database